# Todd Fuller
Todd Douglas Fuller (Fayetteville, Carolina del Nord, 25 de juliol de 1974) és un exjugador de bàsquet nord-americà que va jugar quatre temporades en l'NBA. Popular per la seva carrera a la Universitat de North Carolina State i per haver sortit elegit per davant de Kobe Bryant en el Draft de 1996, a més d'altres grans jugadors com Steve Nash, Peja Stojakovic, Žydrūnas Ilgauskas i Jermaine O'Neal, en el qual és considerat com un dels millors Draft de la història. Amb els seus 2.11 metres d'alçada, jugava en la posició de pivot.

## Carrea esportiva
Fuller va començar jugant a l'Institut Charlotte Christian a Charlotte. Allà, va ser entrenat pel llegendari exjugador de Philadelphia 76ers, Bobby Jones. Després es va formar a la Universitat de North Carolina State, on va completar un reeixit periple de quatre anys. Golden State Warriors va elegir al número 11 del Draft de l'NBA del 1996. A Oakland va passar dues temporades en què no va poder demostrar el que va ser en l'NCAA, i en la temporada 1998-99, va ser traspassat als Utah Jazz a canvi d'una 2ª ronda de draft. En Utah les coses van seguir pel mateix camí i les seves dues últimes temporades a Charlotte Hornets (1999-2000) i Miami Heat (2000-01) resumeixen la carrera d'un jugador que mai va estar a l'altura de les expectatives que havia creat a la NCAA.
Després de ser tallat per Orlando Magic donava el salt a Europa el gener de 2001. La seva primera experiència en el vell continent li arribava al Gijón Bàsquet de l'ACB. A la 2002-03 substituïa Zan Tabak al DKV Joventut i posteriorment a Harper Williams al Bàsquet Manresa. Acabaria la temporada al Prokom Trefl Sopot de Polònia. En 2003-04 va disputar la lliga LEB en les files del CB Tarragona. Va tenir un breu pas pel Apollon Patras, abans de tornar a l'equip tarragoní. La seva següent parada va ser a la LEB 2, de la mà del Club Bàsquet Rosalía de Castro. El seu últim equip van ser els South Dragons de la NBL australiana, amb els quals només va jugar cinc partits.